# Seznam kazahstanskih pesnikov
Seznam kazahstanskih pesnikov.

## A
- Žaraskan Abdiraš

## K
- Abaj Kunanbajev

## M
- Sabit Mukanov

## S
- Olžas Sulejmenov

## T
- Sultanmahmut Torajgirov